# Топки
Топки (рус. Топки) град је у Русији у Кемеровској области.

## Становништво
| 1939.  | 1959.  | 1970.  | 1979.  | 1989.  | 2002.  | 2010.  |
| ------ | ------ | ------ | ------ | ------ | ------ | ------ |
| 22.725 | 26.971 | 28.914 | 30.983 | 33.574 | 31.004 | 28.641 |